# Ágios Elefthérios
Pour la station de métro, voir Ágios Elefthérios (métro d'Athènes).
Ágios Elefthérios (en grec moderne : Άγιος Ελευθέριος, en français : Saint Éleuthère) est nommé en référence à l'église Ágios Elefthérios, implantée dans ce même quartier. Il s'agit d'un quartier au nord d'Athènes, en Grèce. Il se trouve à proximité du dème de Galátsi. Au recensement de 2001, le quartier comptait 3 929 habitants.

## Source
- (el) Cet article est partiellement ou en totalité issu de l’article de Wikipédia en grec moderne intitulé « Άγιος Ελευθέριος (Αθήνα) » (voir la liste des auteurs).